# Chiesa dei Santi Bartolomeo e Martino (Langhirano)
La chiesa dei Santi Bartolomeo e Martino è un luogo di culto cattolico dalle forme romaniche e neoclassiche, situato in strada Cozzano a Cozzano, frazione di Langhirano, in provincia e diocesi di Parma; è sede di una parrocchia compresa nella zona pastorale della Pedemontana.

## Storia
L'originaria plebs Sancti Martini de Cociano fu edificata entro l'inizio dell'XI secolo in posizione dominante sulla vallata; la prima testimonianza della sua esistenza risale al 1005.
L'edificio fu menzionato anche nel Capitulum seu Rotulus Decimarum della diocesi di Parma del 1230, quando dalla pieve dipendevano le cappelle di Antesica e Isola di Reno di Tizzano.
Nel 1490 la chiesa fu intitolata anche a san Bartolomeo Apostolo.
Tra il 1832 e il 1854 l'antica pieve romanica, sviluppata su tre navate con altrettante absidi, fu profondamente modificata e sopraelevata su progetto dell'ingegner Francesco Bertè, ricostruendo buona parte dell'edificio con i materiali del preesistente edificio.
Tra il 1946 e il 1974 furono completate le cappelle laterali.

## Descrizione

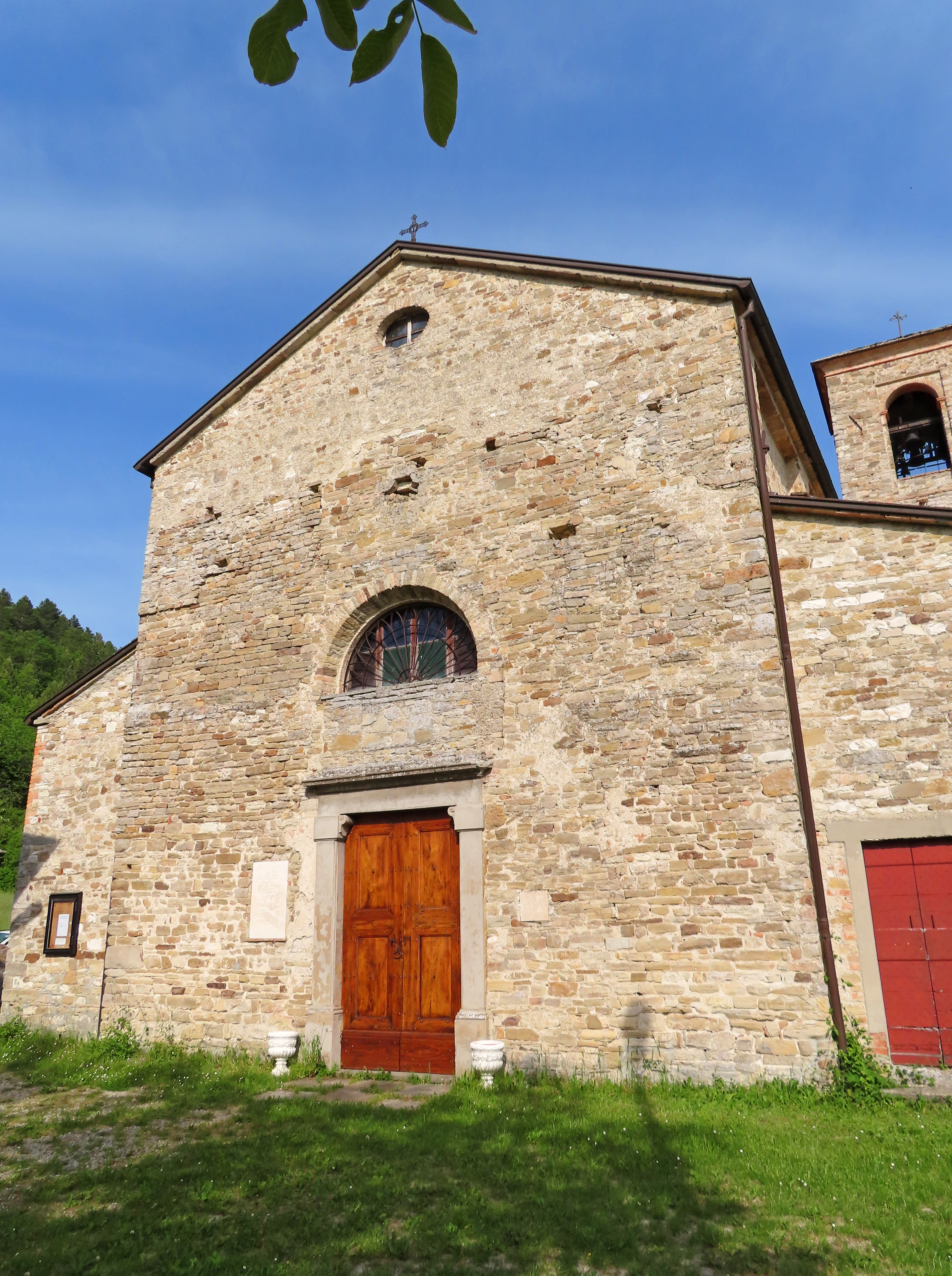
Facciata

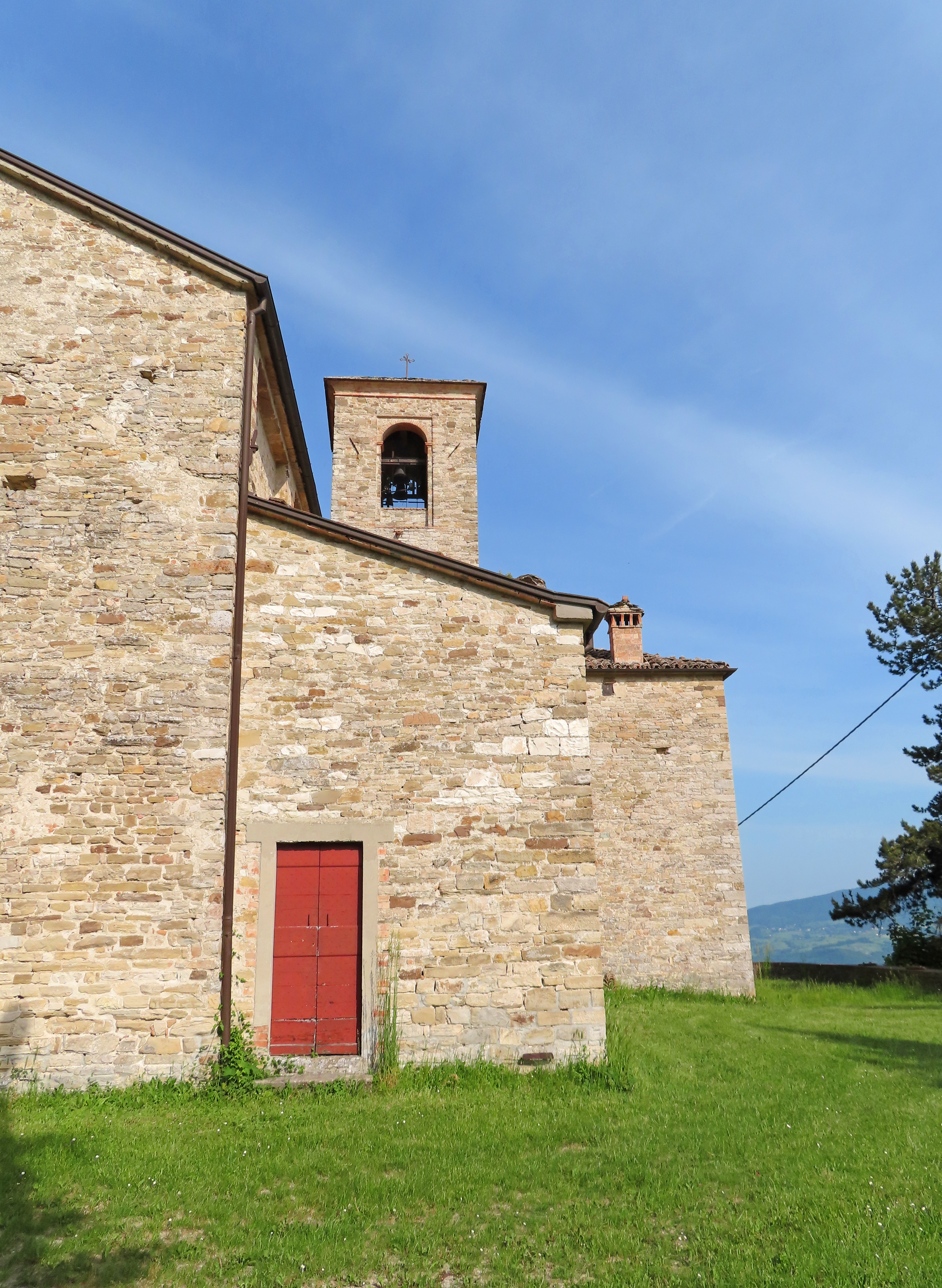
Campanile e lato sud

La chiesa si sviluppa su un impianto a navata unica affiancata da due cappelle per lato, con ingresso a ovest e presbiterio absidato a est.
La facciata a salienti, risalente all'edificio romanico originario, è, come il resto della struttura, interamente rivestita in pietra, mostrando con evidenza il sopralzo ottocentesco. Al centro è collocato l'ampio portale d'ingresso principale, delimitato da piedritti coronati da capitelli cubici con volute e architrave superiore; più in alto si apre una finestra a lunetta, sormontata da un piccolo rosone tamponato nel XIX secolo; in sommità è posta nel mezzo una finestra ovale. In corrispondenza delle cappelle laterali del lato destro è collocato il portale d'ingresso secondario, inquadrato da cornice in pietra.

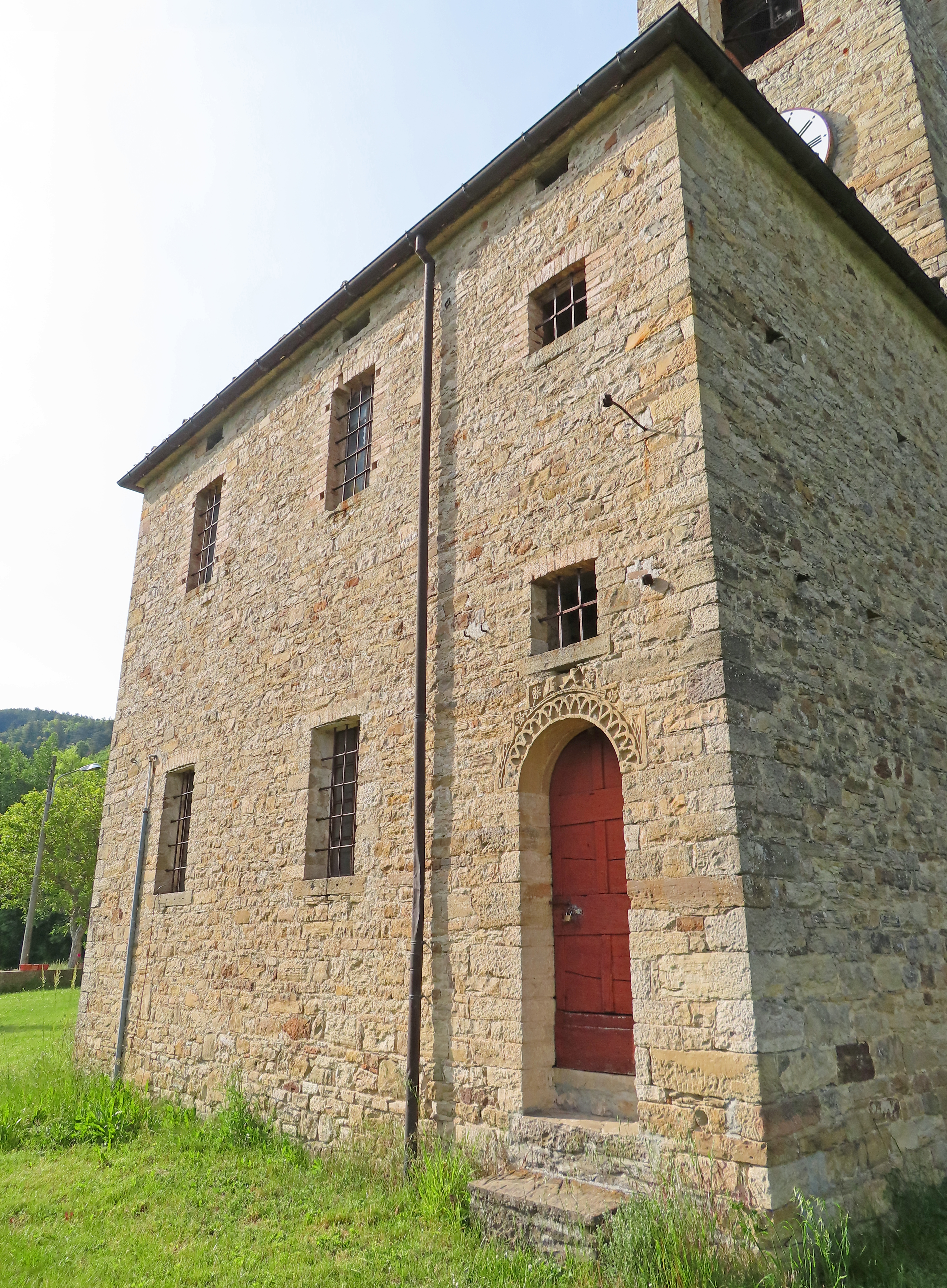
Canonica

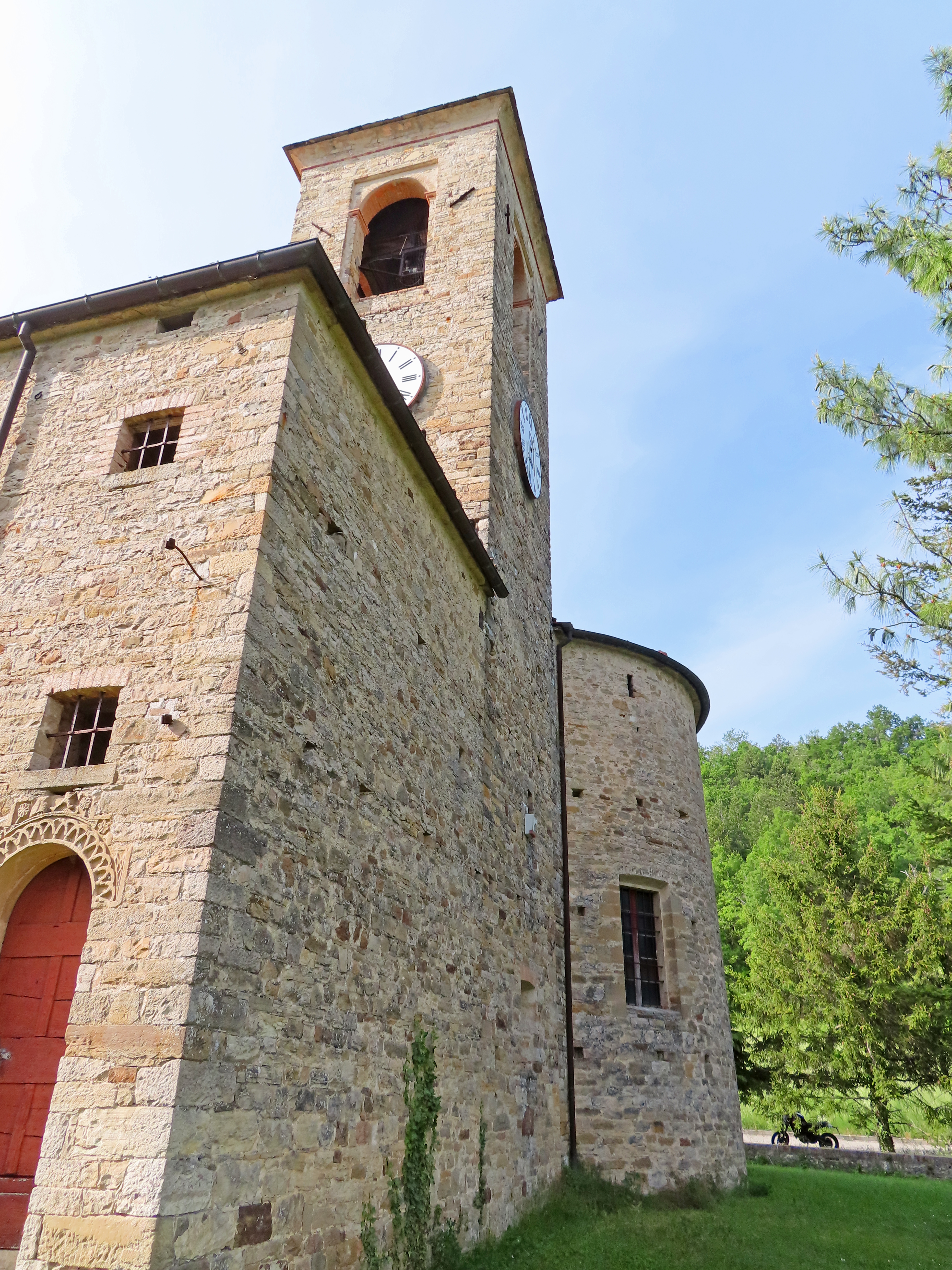
Abside e campanile

Dal fianco sud aggetta il volume della canonica, sviluppata su due livelli; di pregio risulta l'archivolto romanico dell'ingresso, decorato con un bassorilievo dell'XI secolo raffigurante un motivo ad archetti intrecciati, fiori e due figure acefale.
In adiacenza, sul retro dell'ultima cappella si erge il campanile, edificato probabilmente nella seconda metà del XIX secolo in corrispondenza dell'antica abside laterale destra; la cella campanaria della torre si affaccia sui quattro lati attraverso aperture ad arco a tutto sesto.
Dal fondo aggetta l'abside con due finestre laterali, collocata in corrispondenza di quella originaria.
All'interno la navata intonacata, coperta da volta a botte lunettata ornata con affreschi raffiguranti motivi vegetali, è affiancata da lesene coronate da capitelli dorici, a sostegno del cornicione perimetrale in aggetto; ai lati si aprono attraverso ampie arcate a tutto sesto le cappelle, chiuse da volte a botte.
Il presbiterio absidato, coronato da volta a botte riccamente decorata, è preceduto dall'ampio arco a tutto sesto; il catino è ornato con l'affresco rappresentante il Trionfo di Cristo. Al centro si staglia, dietro all'altare maggiore, la pala cinquecentesca raffigurante i Santi Martino e Bartolomeo.
La chiesa conserva numerosi dipinti di pregio, tra cui un San Rocco realizzato da Francesco Pescatori nel 1846 su commissione della duchessa di Parma Maria Luigia.